# Arrondissement Cayenne
Arrondissement Cayenne (fr. Arrondissement de Cayenne) je správní územní jednotka ležící v zámořském departementu a regionu Francouzská Guyana ve Francii. Člení se dále na 14 obcí.

## Obce
- Régina
- Cayenne
- Iracoubo
- Kourou
- Macouria
- Matoury
- Saint-Georges
- Remire-Montjoly
- Roura
- Sinnamary
- Montsinéry-Tonnegrande
- Ouanary
- Camopi
- Saint-Élie